# شبه الجزيرة الإيطالية
شبه الجزيرة الإيطالية (بالإيطالية: Penisola italiana)‏ أو شبه الجزيرة الأبينينية (بالإيطالية: Penisola appenninica)‏ أو بر إيطاليا الرئيسي (بالإيطالية: Italia continentale)‏ هي واحدة من أشباه الجزر الثلاث في جنوب أوروبا (الأخريان هما شبه جزيرة أيبيريا وشبه جزيرة البلقان) وهي تمتد لـ 1000 كم من وادي بو شمالاً إلى وسط البحر المتوسط جنوباً.
يقع معظم شبه الجزيرة الإيطالية ضمن دولة إيطاليا، ويستثنى من ذلك مكتنفا سان مارينو والفاتيكان المجاورين. بينما تعد كل من صقلية ومالطا جزيرتين مقابلة لشبه الجزيرة وبالتالي فهي جغرافياً تتبع لها.
يحد شبه الجزيرة البحر التوريني من الغرب والبحر الأدرياتيكي من الشرق والبحر الأيوني من الجنوب. يتشكل معظم الجزء الداخلي من شبه الجزيرة من سلسلة جبال الأبينيني التي تعطي شبه الجزيرة اسمها. الجزء الشمالي يتكون بشكل رئيسي من السهول.
موقع شبه الجزيرة في وسط أوروبا جعلها عرضة للعديد من الغزوات من الأزمان القديمة حتى عصر النهضة وما تلاه.
تتمتع المنطقة بمناخ متوسطي، رغم أن المركز الجبلي يتمتع بمناخ أكثر برودة، بينما يشتمل الغطاء النباتي الأحراج والأشجار النفضية والصنوبرية.